# Пустыльник, Изольд Бенционович
Изольд Бенционович Пустыльник (17 марта 1938, Одесса — 2 мая 2008, Тарту) — советский астроном, доктор физико-математических наук.

## Биография
Родился в Одессе. Его отец Бенцион Григорьевич Пустыльник (1915—1942), уроженец Бельц, выпускник Одесского индустриального института (1939), старший техник-лейтенант, пропал без вести на фронте 5 июля 1942 года; кавалер ордена Красной Звезды. Семья была в эвакуации в Каракалпакии. Окончил школу в Одессе с серебряной медалью.
Окончил физико-математический факультет Одесского университета (1960), с 1962 года в аспирантуре ИАФА АН ЭССР.
Защитил кандидатскую диссертацию в 1968 году в Тартуском университете, докторскую в 1994 году в СПбГУ. С 1965 года работал в Тартуской обсерватории.
Его работы связаны с изучением теории звездных атмосфер, межзвездной среды, античной астрономии и истории астрономии. Известна его книга об эстонском астрономе Э. Ю. Эпике, написанная в соавторстве с В. Бронштэном.
Редактор Центрально-Европейского журнала физики (Central European Journal of Physics), вице-президент общественной организации Euroscience Eesti. Член редакционной коллегии журнала «Астро» (издания Международного астрономического общества). Работал также экскурсоводом Тартуской обсерватории.
Член Международного астрономического союза, Европейского астрономического общества, Общества «Европейская астрономия в культуре», член правления Евроазиатского астрономического общества..
В честь Изольда Пустыльника назван открытый в 1984 году астероид.

## Книги
- Перенос излучения в атмосферах тесных двойных звезд. Тарту, 1971[7].
- Астрономическое наследие древних эстов и его отражение в фольклоре и искусстве. Астрономия древних обществ. М. : Наука, 2002[8].
- Бронштэн В. А., Пустыльник И. Б. Эрнст Юлиус Эпик (1893—1985) / Отв. ред. А. И. Еремеева. — М.: Наука, 2002. — 192 с. — (Научно-биографическая литература). — ISBN 5-02-022761-7.